# Хосе Аранальде
Хосе Мануель Аранальде-і-Ґосвідете (ісп. José Manuel de Aranalde y Gosvidete; 1792 — 12 січня 1855) — іспанський державний діяч і музикант.
Починаючи від 1810-их років працював у Державній скарбниці Іспанії. Вищою точкою кар'єри Аранальде стало його призначення виконувачем обов'язків міністра фінансів, той пост він обіймав у січні-лютому 1834 року. У 1841–1843 роках Аранальде був депутатом Сенату Іспанії, представляючи Канарські острови.
Одночасно Хосе Аранальде був здібним музикантом-аматором і грав на віолончелі. У його будинку постійно збиралися для ансамблевого музикування як видатні музиканти (включаючи Хесуса де Монастеріо), так і великі чиновники. У 1842–1846 роках Аранальде очолював пост керівника («віцепротектора») Мадридської консерваторії.